# 晶片四方聯盟
晶片四方聯盟（英語：Chip 4 或Fab 4）是由美国、韓國、臺灣、日本四国組成的一個非正式國際同盟，目的在於整合民主自由國家的半导体产业，並於2022年9月28日舉行首次局長級官員預備會議。
2023年2月27日，美國在台協會證實，於2月16日舉行首次正式會議的「美國－东亚半導體供应链韌性工作小組」資深官員視訊會議。